# El Ocotal, Puebla
El Ocotal är en ort i Mexiko.   Den ligger i kommunen Amixtlán och delstaten Puebla, i den sydöstra delen av landet, 150 km nordost om huvudstaden Mexico City. El Ocotal ligger 991 meter över havet och antalet invånare är 483.
Terrängen runt El Ocotal är kuperad åt nordväst, men åt sydost är den bergig. Runt El Ocotal är det ganska tätbefolkat, med 124 invånare per kvadratkilometer. Närmaste större samhälle är Olintla, 15,2 km öster om El Ocotal. Omgivningarna runt El Ocotal är en mosaik av jordbruksmark och naturlig växtlighet.